# 天主教薩爾托教區
天主教薩爾托教區（拉丁語：Dioecesis Saltensis in Uruguay）是烏拉圭一個羅馬天主教教區，屬蒙得維的亞總教區。
教區於1897年4月14日成立，管轄薩爾托省、內格羅河省、阿蒂加斯省和派桑杜省，2010年時有288,000名教友（佔轄區總人口75.9%）、16個堂區和33名司鐸。現任教區主教為阿爾圖羅·愛德華·法哈爾多-布斯塔曼特，榮休主教為保祿·雅各伯·加林貝蒂-德-維耶特里。